# Сокіл чорний
Сокіл чорний (Falco subniger) — вид хижих птахів родини соколових (Falconidae).

## Поширення
Ендемік Австралії. Мешкає в районах, де рослинність не дуже висока, зустрічається переважно на луках і лісах.

## Опис
Самиці більші за самців, досягають 55 см від дзьоба до хвоста і важать від 610 грамів до 1,0 кг. У той час як самці досягають 45 см, вага коливається від 510 до 710 грамів. Довжина крил досягає 93 см. За винятком відмінностей у розмірах, обидві статі досить схожі.